# 善行站
善行站（日语：／ Zengyō eki */?）是一個位於神奈川縣藤澤市善行一丁目，屬於小田急電鐵江之島線的鐵路車站。車站編號是OE 11。
因站名是良好的緣起，過去有發售紀念入場券。

## 歷史
- 1960年（昭和35年）10月1日 - 隨著善行團地開發而開站，為各站停車停靠站。
- 2001年（平成13年）2月 - 設置電梯。
- 2005年（平成17年） - 設置候車室。
- 2008年（平成20年）11月19日 - 車站商店改裝為OX SHOP。
- 2012年（平成24年）7月 - 啟用列車資訊顯示器。

## 站名由來
本地聚落以江戶時代初期的「善行寺」命名為善行（寺）。

## 車站構造
本站是側式月台2面2線地面車站，站房為跨站式站房。鐵路為下沉式構造。首班車至7:15為止無站員配置。
月台從東側起為1號月台。
| 月台 | 路線     | 方向 | 目的地                       |
| ---- | -------- | ---- | ---------------------------- |
| 1    | 江之島線 | 下行 | 藤澤、片瀨江之島方向         |
| 2    | 江之島線 | 上行 | 相模大野、新宿、千代田線方向 |

上下月台皆有附設空調的候車室。是江之島線唯一設置候車室的急行通過站。

### 無障礙設備
- 電梯連結東口、西口、各月台與剪票口層。
- 站內設有多功能廁所。
- 2012年7月新設列車資訊顯示器[2]。

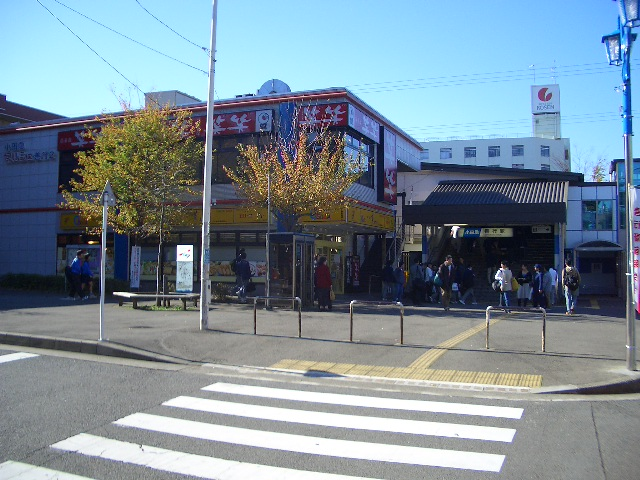
東口（2004年11月27日）
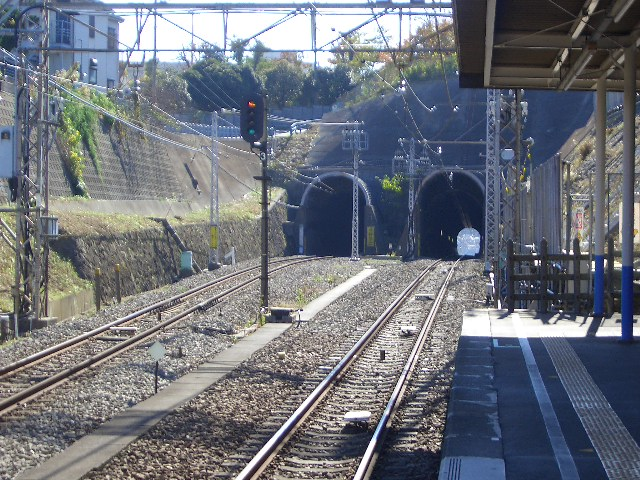
2號月台望向藤澤方向隧道（2004年11月27日）

## 利用狀況
2016年度1日平均上下車人次為26,924人、小田急線全部70個車站當中排名第41位。
近年上下車人次、上車人次變化如下表。
| 年度               | 1日平均 上下車人次 | 1日平均 上車人次 | 來源     |
| ------------------ | ------------------ | ---------------- | -------- |
| 1995年（平成07年） |                    | 15,061           | [ * 1 ]  |
| 1998年（平成10年） |                    | 14,922           | [ * 2 ]  |
| 1999年（平成11年） |                    | 14,393           | [ * 3 ]  |
| 2000年（平成12年） |                    | 14,135           | [ * 3 ]  |
| 2001年（平成13年） |                    | 13,987           | [ * 4 ]  |
| 2002年（平成14年） | 27,865             | 13,819           | [ * 5 ]  |
| 2003年（平成15年） | 27,788             | 13,744           | [ * 6 ]  |
| 2004年（平成16年） | 26,703             | 13,646           | [ * 7 ]  |
| 2005年（平成17年） | 26,354             | 13,493           | [ * 8 ]  |
| 2006年（平成18年） | 26,624             | 13,627           | [ * 9 ]  |
| 2007年（平成19年） | 27,127             | 13,816           | [ * 10 ] |
| 2008年（平成20年） | 27,168             | 13,778           | [ * 11 ] |
| 2009年（平成21年） | 26,528             | 13,422           | [ * 12 ] |
| 2010年（平成22年） | 26,714             | 13,484           | [ * 13 ] |
| 2011年（平成23年） | 26,266             | 13,262           | [ * 14 ] |
| 2012年（平成24年） | 26,699             | 13,459           | [ * 15 ] |
| 2013年（平成25年） | 26,991             | 13,602           | [ * 16 ] |
| 2014年（平成26年） | 26,722             | 13,412           | [ * 17 ] |
| 2015年（平成27年） | 27,176             |                  |          |
| 2016年（平成28年） | 26,924             |                  |          |

## 車站周邊
車站旁有麥當勞與100圓店、居酒屋、配菜店、拉麵店、交番等。
另外，車站往藤澤方向有江之島線唯一的隧道。
西口
藤澤市善行市民中心、藤澤善行郵便局、Ministop、Tsuruha藥妝、SOTETSU ROSEN、計程車乘車處與神奈川中央交通巴士站。
東口
FamilyMart善行站東口店。步行30秒可至藤澤翔陵高等學校，步行5分可至神奈川縣立體育中心與神奈川縣立綜合教育中心善行廳舍。
周邊
藤澤中央批發市場、荏原製作所藤澤工場、荏原製作所營運的荏原湘南運動中心。往六會日大前站方向有藤澤乘馬俱樂部。車站步行20分可至藤澤市立善行小學校，15分可至藤澤市立善行中學校。由於車站位於丘陵地，周邊多斜坡。

### 公交车路線
最近的公交车站是車站西口圓環的善行站。以下路線由神奈川中央交通運行。
|       | 乘車處                                                                      | 系統 | 主要行經地                     | 目的地     |
| ----- | --------------------------------------------------------------------------- | ---- | ------------------------------ | ---------- |
| 西 口 | 1號                                                                         | 善01 | 團地入口                       | 善行團地   |
| 西 口 | 1號                                                                         | 善04 | 善行台                         | 善行團地   |
| 西 口 | 1號                                                                         | 善05 | 善行坂                         | 善行站     |
| 西 口 | 1號                                                                         | 善06 | 團地入口                       | 善行站     |
| 西 口 | 2號                                                                         | 善02 | 中央批發市場                   | 老人中心   |
| 西 口 | 2號                                                                         | 善03 | 大六天、駒寄                   | 湘南生活城 |
| 西 口 | 2號                                                                         | 藤36 | 台町、本町交番前、南仲通       | 藤澤站北口 |
| 西 口 | 2號                                                                         | 藤36 | 台町、本町交番前、遊行通四丁目 | 藤澤站北口 |
| 西 口 | 2號                                                                         | 藤46 | 善行、市民醫院、藤澤公民館前   | 藤澤站北口 |
| 西 口 | 備註 、往老人中心班次在藤澤市老人福祉中心靜養（やすらぎ）莊休館日停止行使。 |      |                                |            |

## 相鄰車站
小田急電鐵
 江之島線

■快速急行、■急行
通過
■各站停車
六會日大前（OE 10）－善行（OE 11）－藤澤本町（OE 12）

## 外部連結
- 善行 - 小田急電鐵